# Meadow Soprano
Meadow Mariangela Soprano fiktivni je lik iz HBO-ove televizijske serije Obitelj Soprano. Glumila ju je Jamie-Lynn Sigler. Meadow je kćer protagonista serije, mafijaškog bossa Tonyja Soprana iz New Jerseyja.
Meadow je prvorođeno dijete Tonyja i Carmele Soprano. Početkom serije još srednjoškolka, kasnije počinje pohađati Sveučilište Columbia.
Meadow je često ljutita na svoju rodbinu zbog niza neuspješnih veza. Otac se prema njoj odnosi vrlo zaštitnički i vrlo često o njemu ovisi kakav će ishod imati njezina pojedina veza. Jedna od njih je i ona s Noahom Tannenbaumom, tamnoputim studentom židovske vjeroispovijesti koja nailazi na Tonyjevo rasističko neodobravanje. Nakon toga slijedi kratka romansa s Jackiejem Aprileom, Jr., sinom pokojnog Tonyjeva prijatelja i mafijaša, Jackieja Aprilea, Sr. Međutim, iako Tony odobrava vezu, Jackie se upustio u zločinačke aktivnosti i ustrijelio člana mafije.
Nakon tog incidenta, Tony kaže Ralphu Cifarettu da se riješi Jackieja Jr, kojeg u skrovištu ubija Vito Spatafore. Ubojstvo je kasnije prikazano kao narko-obračun, što je priča koju je Meadow prozrela, ali i prihvatila vjerojatno zbog odnosa s ostatkom obitelji. Međutim, nakon Jackiejeva ubojstva Meadow tone u depresiju i pomalo se odaje alkoholu, što se odražava na propaloj godini fakulteta.
Malo prije njegove smrti, Meadow je shvatila kako je Jackie bio neotesan i nevjeran; bez obzira na to, bila je uznimno potresena njegovom smrću, isprva kriveći oca za njegovu upetljanost u kriminal, dok je Carmela stala na Tonyjevu stranu. Ironija svega je da je Tony učinio sve kako bi odvratio Jackieja od kriminala jer je njegovu ocu na posmrtnoj postelji obećao kako će mu sina udaljiti od mafijaškog života.
Tijekom svojih tinejdžerskih godina, Meadow je u isto vrijeme bila svjesna i ogorčena očevim kriminalnim pothvatima te povezanosti svoje obitelji sa svime time. Međutim, Meadow se pomirila s njima, a svoju je ljutnju usmjerila na oca; u javnosti je tvrdila kako je zanimanje njezina oca "konzultant za gospodarenje optadom", a u užim krugovima racionalizira mafiju kao kulturnu tradiciju rođenu iz diskriminacije društvenog i nacionalnog porijekla svojih predaka. 
Život joj se dalje stabilizirao nakon veze sa studentom stomatologije Finnom DeTroliom, koju je Toy odobrio. Kasnije se otkriva kako su Finn i Meadow prekinuli zaruke. Na premijeri filma Sjekira, Meadow upoznaje i počinje hodati s Patrickom Parisijem. Odlučuje se ne prijaviti na medicinski fakultet inspirirana Patrickovom strašću prema pravu.

## Vanjske poveznice
- Profil Meadow Soprano na hbo.com
- Meadow Soprano u internetskoj bazi filmova IMDb-u